# Rosey Edeh
Rosaline Ugochukwu « Rosey » Edeh (née le 16 août 1966 à Londres) est une ancienne athlète canadienne spécialiste du 400 mètres haies reconverti en personnalité télévisuelle. Trois fois sélectionnée aux Jeux olympiques (1988, 1992, 1996), elle détient encore le record du Canada du 400 m haies en 54 s 39. Par la suite, elle a été présentatrice pour Global Toronto et ET Canada, et est désormais présidente de Micha Muse Media.
Avec le détenteur du record du monde du saut en longueur Mike Powell, elle a eu une fille Micha Powell qui a participé en tant que remplaçante aux Jeux olympiques d'été de 2016.

## Biographie
Elle joue le rôle d'une présentatrice dans le téléfilm Indiscrétions fatales en 2003 et fait une apparition dans Le Jour d'après de Roland Emmerich en 2004.

### Palmarès
| Date | Compétition                | Lieu      | Résultat | Épreuve     | Performance   |
| ---- | -------------------------- | --------- | -------- | ----------- | ------------- |
| 1989 | Universiade d'été          | Duisbourg | 2e       | 400 m haies | 57 s 06       |
| 1990 | Jeux du Commonwealth       | Auckland  | 7e       | 400 m haies | 57 s 86       |
| 1990 | Jeux du Commonwealth       | Auckland  | 3e       | 4 x 400 m   | 3 min 33 s 26 |
| 1991 | Championnats du monde      | Tokyo     | 6e       | 4 × 400 m   | 3 min 27 s 42 |
| 1992 | Coupe du monde des nations | La Havane | 1er      | 4 x 400 m   | 3 min 29 s 73 |
| 1992 | Jeux olympiques d'été      | Barcelone | 4e       | 4 × 400 m   | 3 min 25 s 60 |
| 1993 | Championnats du monde      | Stuttgart | 7e       | 400 m haies | 55 s 19       |
| 1996 | Jeux olympiques d'été      | Atlanta   | 6e       | 400 m haies | 54 s 39       |

### Records
| Épreuve          | Performance | Lieu    | Date            |
| ---------------- | ----------- | ------- | --------------- |
| 400 mètres       | 52 s 64     | Rome    | 9 juin 1992     |
| 400 mètres haies | 54 s 39     | Atlanta | 31 juillet 1996 |